# ジョシュア・ギラヴォギ
ジョシュア・ギラヴォギ（Josuha Guilavogui, 1990年9月19日 - ）は、フランス・トゥーロン出身のサッカー選手。EFLチャンピオンシップ・リーズ・ユナイテッドFC所属。元フランス代表。ポジションはMF、DF。

## クラブ経歴

### サンテティエンヌ
1990年、ヴァール県トゥーロン西部郊外のオリウルで生まれたギラヴォギは、2005年に地元のクラブであるスポルタン・トゥーロン・ヴァールからASサンテティエンヌのユースチームに加入した。2009-2010シーズンに頭角を現し、クリストフ・ガルティエ監督の下で2009年1月3日、クープ・ドゥ・フランスのボルドー戦でトップチームにおける公式戦デビューを遂げ、翌年4月にはソショー戦でリーグ・アン初出場を果たした。その後順調に出場機会を増やして将来を嘱望されたギラヴォギはサンテティエンヌで2014年までプレーし、クープ・ドゥ・ラ・リーグ優勝、UEFAヨーロッパリーグデビュー含む100試合以上に出場して9ゴール7アシストを記録した。

### アトレティコ・マドリード
2013年9月1日にアトレティコ・マドリードへの移籍が決定。しかし出場機会に恵まれず、2014年1月31日、サンテティエンヌにレンタル移籍で復帰した。

### ヴォルフスブルク
2014年8月8日、VfLヴォルフスブルクに2年間のレンタル移籍が決定した。ローン期間中のブンデスリーガではわずか7試合しか欠場しておらず、チームの主力選手として貢献すると、2016年夏にヴォルフスブルクに完全移籍することが発表された。しかし、7月のプレシーズン中に行われたスポルティングCPとの親善試合で首の椎骨を負傷。医師からはあと一歩間違っていたら車椅子生活だったと言われるほど危険な怪我であったが、奇跡的に11月に復帰できる程度で済んだ。
2017年9月30日、マインツ戦（1-1）でCKから先制点となるヘディングでゴールを挙げた。さらに12月3日に開催されたボルシアMG戦（3-0）でギラヴォギは強烈なミドルシュートを決めてチームの3点目を挙げた。

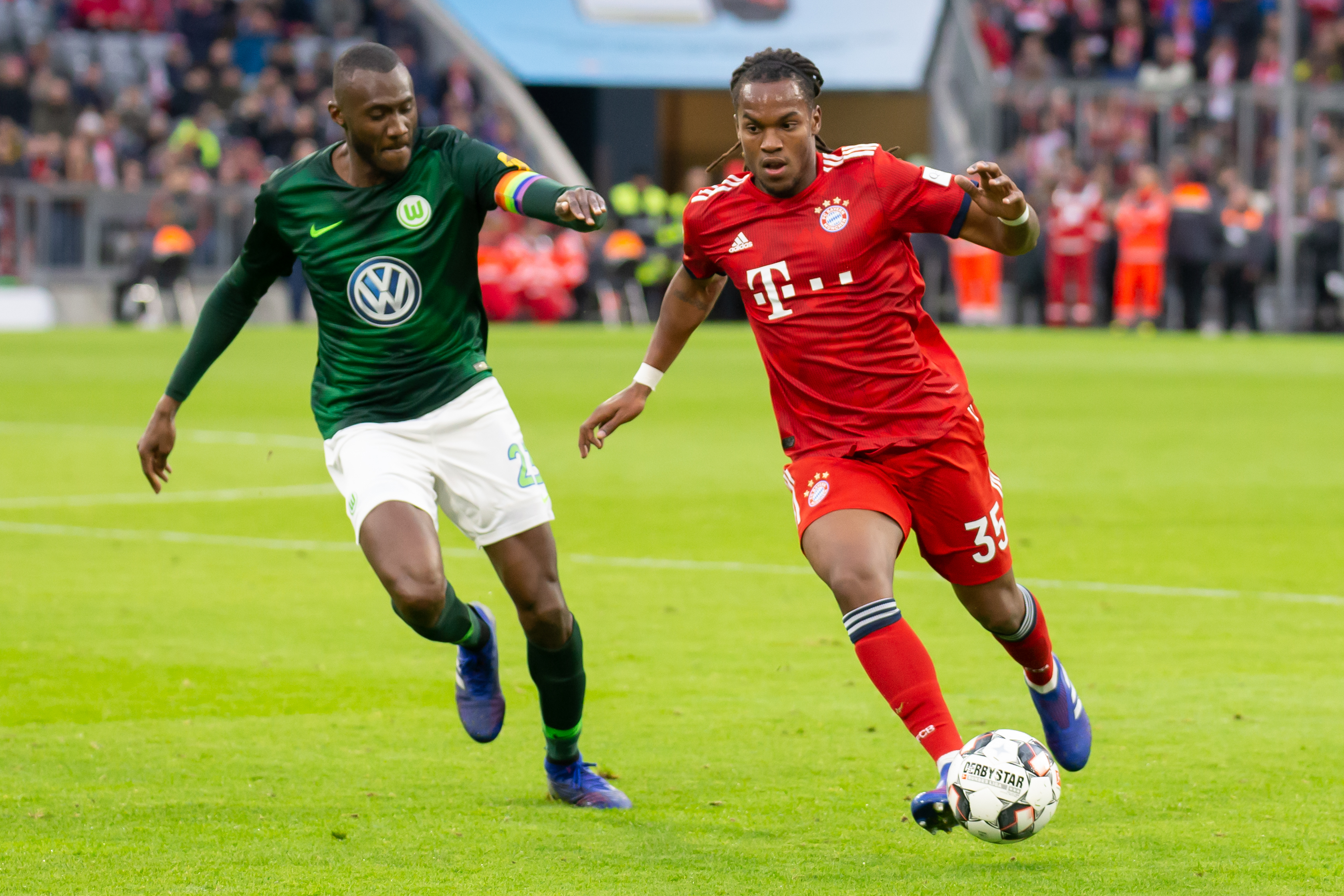
バイエルンのレナト・サンチェスと対峙するギラヴォギ（2019年）

2020-21シーズンにチームはリーグ戦4位と躍進を遂げ、翌シーズンのチームは開幕直後こそ好調だったものの、その後失速。クラブ上層部はシーズン序盤でありながらマルク・ファン・ボメル監督の解任を即座に決断しフロリアン・コーフェルトを新監督に据えた。コーフェルト体制でギラヴォギは3バックにおける最終ラインの中央を担い、監督交代直後は3試合全勝もしていたが、その勢いは続かずリーグ戦の連敗も相まって守備の要として期待されていたギラヴォギは徐々に控えに降格した。
2022年1月30日、母国リーグ・アンのボルドーにシーズン終了まで買取オプション付きの期限付き移籍することが発表された。
ギラヴォギがボルドーから戻ると同時に、コーフェルト監督は成績低迷に伴い退任。ギラヴォギは2022-23シーズンもクラブに留まったが、このシーズンを最後にクラブはギラヴォギとの契約を延長しないことを決めた。一時はキャプテンを務め、UEFAチャンピオンズリーグ出場から残留争い、DFLスーパーカップ制覇などあらゆることを経験して、およそ9年間に亘る彼らの関係に終止符が打たれた。

### マインツ
2023年9月25日、ヴィッセル神戸への加入も噂されていたがヴォルフスブルクと同じドイツの1.FSVマインツ05に加入。加入時のマインツは開幕5試合で14失点と守備が崩壊してリーグ戦で最下位に位置していたが、ギラヴォギはベンチメンバーとしてこれまでの経験をチームに還元。試合に出場した際には主にセンターバックとしてプレーしてチームの1部リーグ残留に貢献し、翌年5月にマインツを退団した。

### リーズ
マインツ退団後は無所属の状態が続いていたが、ギラヴォギはフィットネスを落とさぬようにドバイで個人的にトレーニングを積んでいた。10月24日、プレミアリーグ昇格を目指していたリーズ・ユナイテッドでイーサン・アンパドゥやイリア・グルエフなど負傷者が続出したことで守備の補強が急務になっていたリーズとシーズン終了までの契約を結んだ。マインツを退団して以降の数ヶ月間は試合に出場していなかったものの、ドバイでトレーニングに励んでいたこともあってギラヴォギはリーズと契約してわずか2日後のブリストル・シティ戦でベンチ入りした。11月2日、エランド・ロードで行われたプリマス・アーガイル戦（3-0）でジョー・ロズウェルとの交代でリーズ加入後初出場を果たした。

## 代表経歴
2011年から2013年までU-21フランス代表として15試合に出場し、2013年6月5日のウルグアイ代表との親善試合でフランスA代表デビューを果たすと、9月の2014 FIFAワールドカップ・ヨーロッパ予選グループIのジョージア戦とベラルーシ戦にも出場。2015年3月にはマキシム・ゴナロンがハムストリングを負傷したことを受けてブラジル代表とデンマーク代表との親善試合に向けた追加招集された。

## 人物
- 弟のモルガン（英語版）もプロサッカー選手で2024年7月からFCザンクトパウリでプレーしている。ともにフランスとギニアの国籍を有しているが、ジョシュアがフランス代表を選択したのに対して、モルガンはギニア代表を選択している[19]。

- 熱心なクリスチャンであり、2016年に椎骨を負傷した際にはサンテティエンヌでチームメイトだったバフェティンビ・ゴミスとともにベルナデッタ・スビルーが聖母の出現を体験したことでカトリック教会の聖地となっているルルドへ回復への祈りを捧げた[5]。

- ギニア人の両親の下に生まれたこともあり、ギニアに孤児のための施設を建てた。そこは衣食住できる孤児院でありながら、授業が行われる学校でもあり、診療所でもあり、サッカーとバレーボールが学べるスポーツアカデミーでもある[20]。

幼い頃からいつも先生にプロのサッカー選手になりたいとお願いしていて、先生も助けてくれた。いつかその恩返しをすることを自分に約束し、ギニアには多くの孤児がいるから支援は本当に必要なことでもある。年に一度か二度訪れて少しお金を寄付するだけなら簡単なことだが、もっと永続的な影響を与えたかった。友人たちを見てきて分かるように、明日何が起こるかは誰にもわからない。もしかしたら明日事故に遭って自分がいなくなるかもしれない。だからこそ何か永続的なものを築きたくて孤児院を建設することを選んだ。そして、いつか自分の子供たちがその支援を引き継いでくれることを願っている。これらの子供たちは、私たちが持っているような機会を持たない。だから"ジョシュア・ギラヴォギ基金"を設立し、孤児院を建設して彼らを支援することにした。—ジョシュア・ギラヴォギ

## 個人成績

### クラブでの成績
2024年11月3日現在
| クラブ                   | シーズン       | リーグ戦           | リーグ戦 | リーグ戦 | カップ戦 | カップ戦 | リーグ杯 | リーグ杯 | 国際大会 | 国際大会 | その他 | その他 | 通算 | 通算 |
| クラブ                   | シーズン       | ディビジョン       | 出場     | 得点     | 出場     | 得点     | 出場     | 得点     | 出場     | 得点     | 出場   | 得点   | 出場 | 得点 |
| ------------------------ | -------------- | ------------------ | -------- | -------- | -------- | -------- | -------- | -------- | -------- | -------- | ------ | ------ | ---- | ---- |
| サンテティエンヌ         | 2009–10        | リーグ・アン       | 2        | 0        | 1        | 0        | 0        | 0        | —        | —        | —      | —      | 3    | 0    |
| サンテティエンヌ         | 2010–11        | リーグ・アン       | 22       | 1        | 0        | 0        | 2        | 0        | —        | —        | —      | —      | 24   | 1    |
| サンテティエンヌ         | 2011–12        | リーグ・アン       | 32       | 2        | 1        | 1        | 1        | 0        | —        | —        | —      | —      | 34   | 3    |
| サンテティエンヌ         | 2012–13        | リーグ・アン       | 38       | 3        | 3        | 2        | 4        | 0        | —        | —        | —      | —      | 45   | 5    |
| サンテティエンヌ         | 2013–14        | リーグ・アン       | 2        | 0        | 0        | 0        | 0        | 0        | 0        | 0        | —      | —      | 2    | 0    |
| サンテティエンヌ         | 通算           | 通算               | 96       | 6        | 5        | 3        | 7        | 0        | 0        | 0        | —      | —      | 108  | 9    |
| サンテティエンヌB        | 2010–11        | CFA                | 3        | 0        | —        | —        | —        | —        | —        | —        | —      | —      | 3    | 0    |
| サンテティエンヌB        | 2011–12        | CFA                | 1        | 0        | —        | —        | —        | —        | —        | —        | —      | —      | 1    | 0    |
| サンテティエンヌB        | 通算           | 通算               | 4        | 0        | —        | —        | —        | —        | —        | —        | —      | —      | 4    | 0    |
| アトレティコ・マドリード | 2013–14        | ラ・リーガ         | 1        | 0        | 4        | 0        | —        | —        | 2        | 0        | 0      | 0      | 7    | 0    |
| アトレティコ・マドリード | 通算           | 通算               | 1        | 0        | 4        | 0        | —        | —        | 2        | 0        | 0      | 0      | 7    | 0    |
| サンテティエンヌ (loan)  | 2013–14        | リーグ・アン       | 7        | 0        | 0        | 0        | 0        | 0        | 4        | 0        | —      | —      | 11   | 0    |
| サンテティエンヌ (loan)  | 通算           | 通算               | 7        | 0        | 0        | 0        | 0        | 0        | 4        | 0        | —      | —      | 11   | 0    |
| ヴォルフスブルク (loan)  | 2014–15        | ブンデスリーガ     | 27       | 1        | 5        | 0        | —        | —        | 10       | 1        | —      | —      | 42   | 2    |
| ヴォルフスブルク (loan)  | 2015–16        | ブンデスリーガ     | 30       | 2        | 2        | 0        | —        | —        | 9        | 0        | 1      | 0      | 42   | 2    |
| ヴォルフスブルク         | 2016–17        | ブンデスリーガ     | 19       | 0        | 0        | 0        | —        | —        | —        | —        | 2      | 0      | 21   | 0    |
| ヴォルフスブルク         | 2017–18        | ブンデスリーガ     | 29       | 3        | 4        | 0        | —        | —        | —        | —        | 2      | 0      | 35   | 3    |
| ヴォルフスブルク         | 2018–19        | ブンデスリーガ     | 19       | 2        | 1        | 0        | —        | —        | —        | —        | —      | —      | 20   | 2    |
| ヴォルフスブルク         | 2019–20        | ブンデスリーガ     | 25       | 0        | 1        | 0        | —        | —        | 6        | 0        | —      | —      | 32   | 0    |
| ヴォルフスブルク         | 2020–21        | ブンデスリーガ     | 20       | 0        | 3        | 1        | —        | —        | 3        | 1        | —      | —      | 26   | 2    |
| ヴォルフスブルク         | 2021–22        | ブンデスリーガ     | 15       | 0        | 1        | 0        | —        | —        | 5        | 0        | —      | —      | 21   | 0    |
| ヴォルフスブルク         | 2022–23        | ブンデスリーガ     | 23       | 1        | 3        | 0        | —        | —        | —        | —        | —      | —      | 26   | 1    |
| ヴォルフスブルク         | 通算           | 通算               | 207      | 8        | 20       | 1        | —        | —        | 33       | 2        | 5      | 0      | 265  | 12   |
| ボルドー (loan)          | 2021–22        | リーグ・アン       | 15       | 1        | —        | —        | —        | —        | —        | —        | —      | —      | 15   | 1    |
| マインツ                 | 2023–24        | ブンデスリーガ     | 11       | 0        | 1        | 0        | —        | —        | —        | —        | —      | —      | 12   | 0    |
| リーズ                   | 2024-25        | チャンピオンシップ | 1        | 0        |          |          |          |          | —        | —        |        |        | 1    | 0    |
| キャリア総通算           | キャリア総通算 | キャリア総通算     | 338      | 16       | 30       | 4        | 7        | 0        | 39       | 2        | 5      | 0      | 423  | 22   |

1. 1 2 3  UEFAチャンピオンズリーグ
2. 1 2 3 4  UEFAヨーロッパリーグ
3. ↑  DFLスーパーカップ
4. 1 2  昇降格プレーオフ

### 代表での成績
国際Aマッチ 7試合出場0得点 （2013年 - 2015年）
| フランス代表 | 国際Aマッチ | 国際Aマッチ |
| 年           | 出場        | 得点        |
| ------------ | ----------- | ----------- |
| 2013         | 3           | 0           |
| 2014         | 3           | 0           |
| 2015         | 1           | 0           |
| 通算         | 7           | 0           |

## タイトル
クラブ
サンテティエンヌ
- クープ・ドゥ・ラ・リーグ: 2012-13

アトレティコ・マドリード
- ラ・リーガ: 2013-14

ヴォルフスブルク
- DFBポカール: 2014-15
- DFLスーパーカップ: 2015